# Dudley C. Haskell
Dudley Chase Haskell, född 23 mars 1842 i Springfield, Vermont, död 16 december 1883 i Washington, D.C., var en amerikansk politiker (republikan). Han var ledamot av USA:s representanthus från 1877 fram till sin död.
Haskell efterträdde 1877 John R. Goodin som kongressledamot avled 1883 i ämbetet. Han är begravd på Oak Hill Cemetery i Lawrence i Kansas och Haskell County i Kansas har fått sitt namn efter honom.